# Gellértbadet

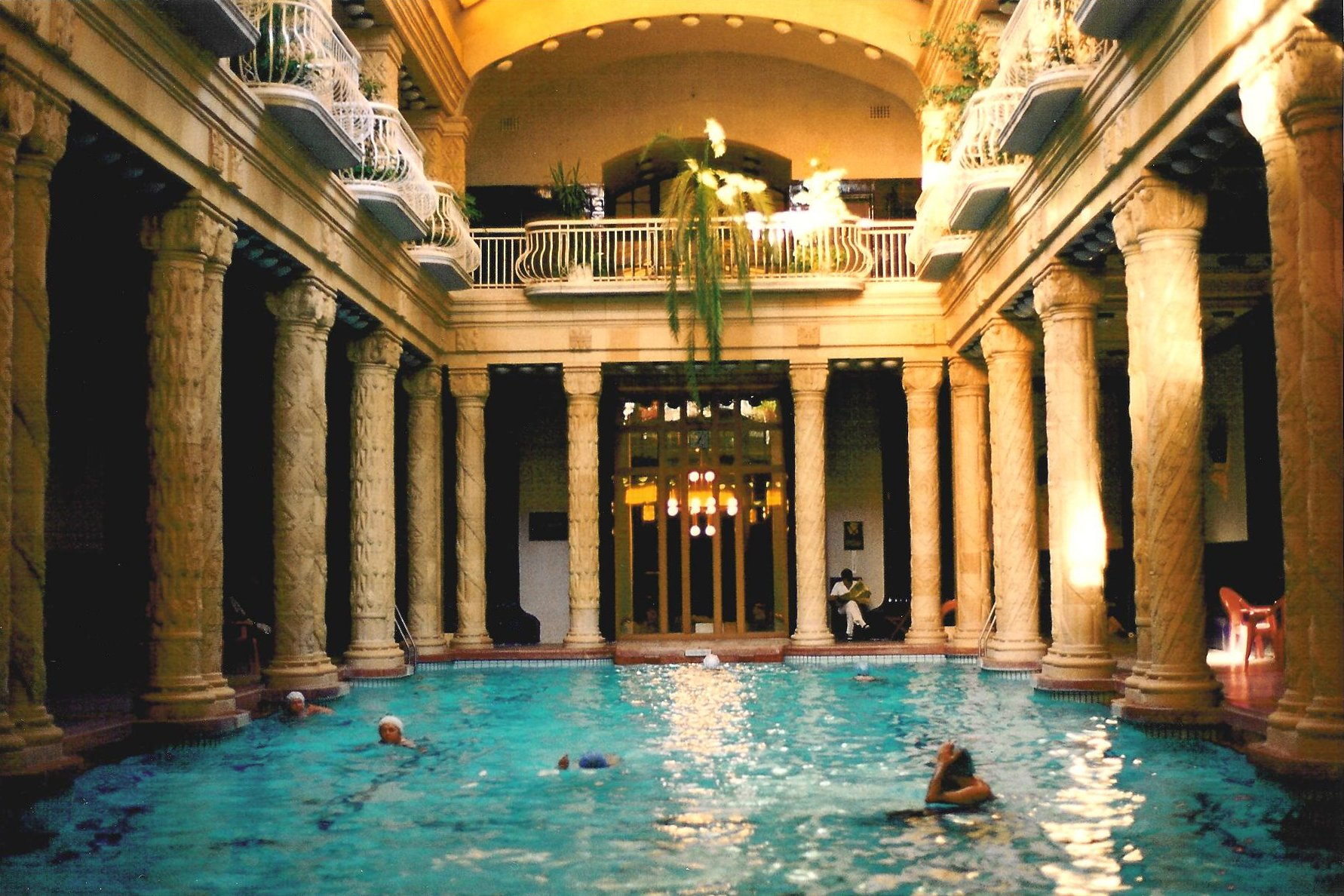
Gellértbadet

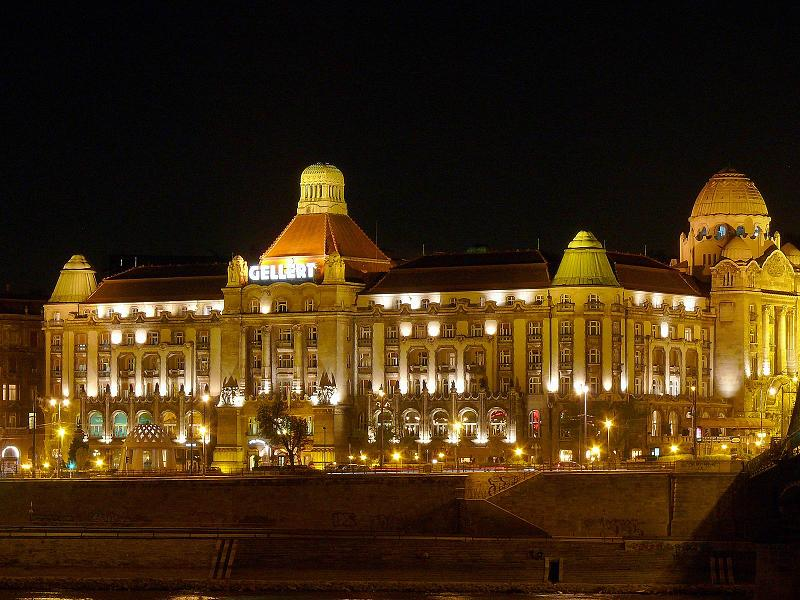
Exteriör av Gellértbadet och hotellet

Gellértbadet (ungerska: Gellért gyógyfürdő) är ett termalbad i Budapest. Badet är sammanbyggt med Hotel Gellért vid Donaus västra strand i närheten av metrostation Szent Gellért tér på linje M4. Badet har genomgått en genomgående inre renovering och återöppnades 2008.

## Historik
Badkomplexet byggdes mellan 1912 och 1918 i jugendstil med dekorationer av Zsolnay. Det skadades under andra världskriget men byggdes sedan upp igen. Referenser till helande vatten på denna plats finns redan från 1200-talet. Ett sjukhus låg på denna plats under medeltiden. Under det osmanska rikets regeringstid byggdes även bad på just denna plats. Den "magiska helande källan" användes av turkarna under 1500- och 1600-talen. Badet kallades Sárosfürdő ("lerigt" bad) eftersom mineralslam satte sig på botten av bassänger. 

### Rekonstruktivt arbete
Gellértbadet genomgick sin första omfattande renovering 2008. Badet stängde endast en gång under sin nästan sekellånga existens på grund av ett sprucket rör. Gellért var öppet även under andra världskriget. Mot slutet av kriget bombades det prestigefyllda termalbadet för kvinnor, vilket förstörde Zsolnays pyrogranitfasad och omklädningsrummens träinteriör. På grund av det ekonomiska tillståndet efter kriget gjordes termalbadet om på ett mycket mer puritanskt sätt. Rekonstruktionen 2008 syftade till att återställa badet till dess ursprungliga prakt.

## Pooler och behandlingar
Gellértkobadens komplex består av termalbad, som är små pooler som innehåller vatten från Gellért Hills varma mineralhaltiga källor. Vattnet innehåller kalcium, magnesium, hydrokarbonat, alkalier, klorid, sulfat och fluor. Medicinska effekter från vattnet har visats på degenerativa ledsjukdomar, ryggradsproblem, kroniska och subakuta ledinflammationer, vertebral diskproblem, neuralgi, vasokonstriktion och cirkulationsstörningar, samt inandningsproblem vid behandling av astma och kroniska bronkitproblem. Vattnets temperatur är mellan 35 och 40 °C. Termalbaden är vackert dekorerade med mosaikplattor.
Gellért Spa är känt för sin stora sal med galleri och glastak, byggt i jugendstil. Det nuvarande badkomplexet och hotellet invigdes 1918 och utökades 1927 och 1934 med en konstgjord vågbassäng och med bubbelbad.
Anläggningen inkluderar även bastur och avsvalkningspooler (åtskilda efter kön), en utomhuspool som kan skapa konstgjorda vågor var 30:e minut och en brusande pool. En finsk bastu med kall pool är också inhägnad i komplexet. Massörstjänster finns tillgängliga.
Gellértbaden var ursprungligen åtskilda för damer och herrar. Från och med 2013 är alla pooler könsblandade, även om de fortfarande har två olika sektioner.
Gellértbaden erbjuder också en rad medicinska tjänster. Handdukar och baddräkter kan köpas i spaet (uthyrning är inte längre tillåten efter åtgärder mot covid-19-pandemin). På helgdagar och helger är entréavgiften högre än på vardagar.
Inomhus finns det fyra medicinska pooler alla 1,2 m djupa och 70 m2 (hålls mellan 35 och 40 °C), två avsvalkningspooler, två undervattenspooler för dragkraft, en 246 kvm pool (27 °C) och en varm pool. Utanför finns en 500 m2 vågbassäng, en varm sittbassäng och en avsvalkningspool.

## Inspelningsplats
Gellértbaden har använts som inspelningsplats för följande projekt:
- Accumulator 1 (1994) directed by Jan Sverák
- Cremaster 5 (1997) part of The Cremaster Cycle directed by Matthew Barney
- Víz (Pools of Desire) (1999) directed by Layne Derrick
- K-12 (2019) directed by Melanie Martinez

## Galleri

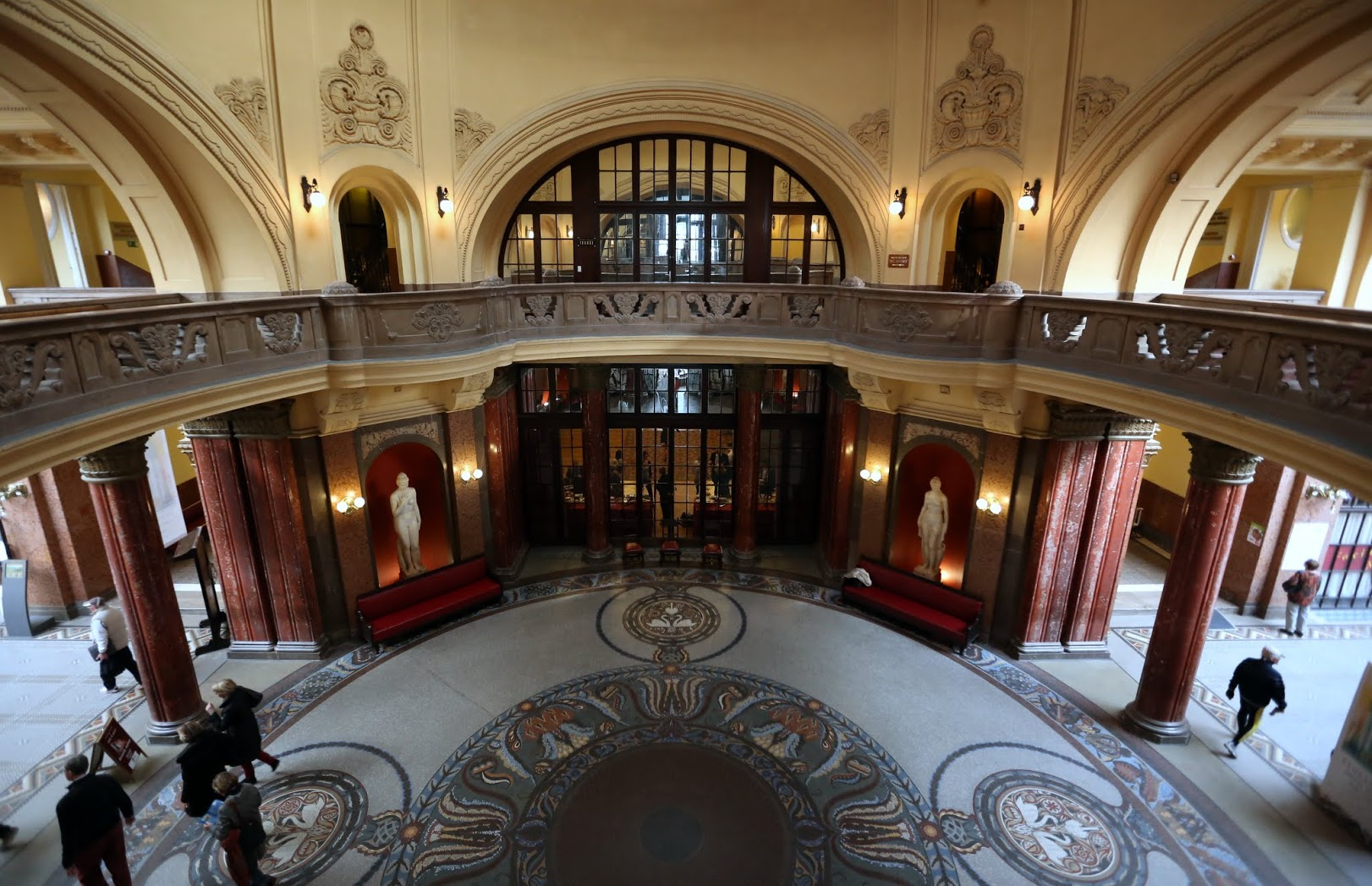
Entréhallen till Gellérts badkomplex
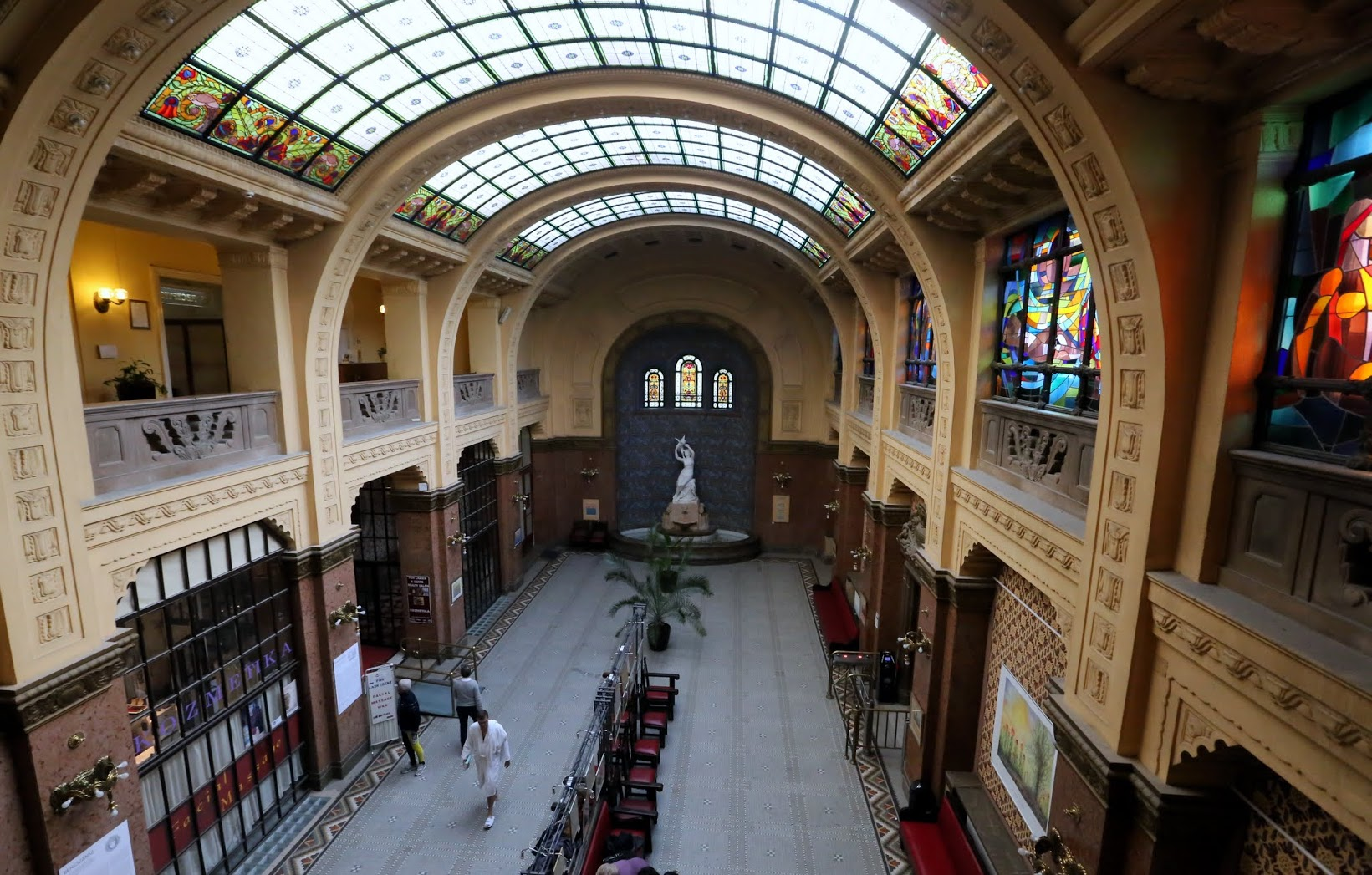
Entréhallen till Gellérts badkomplex
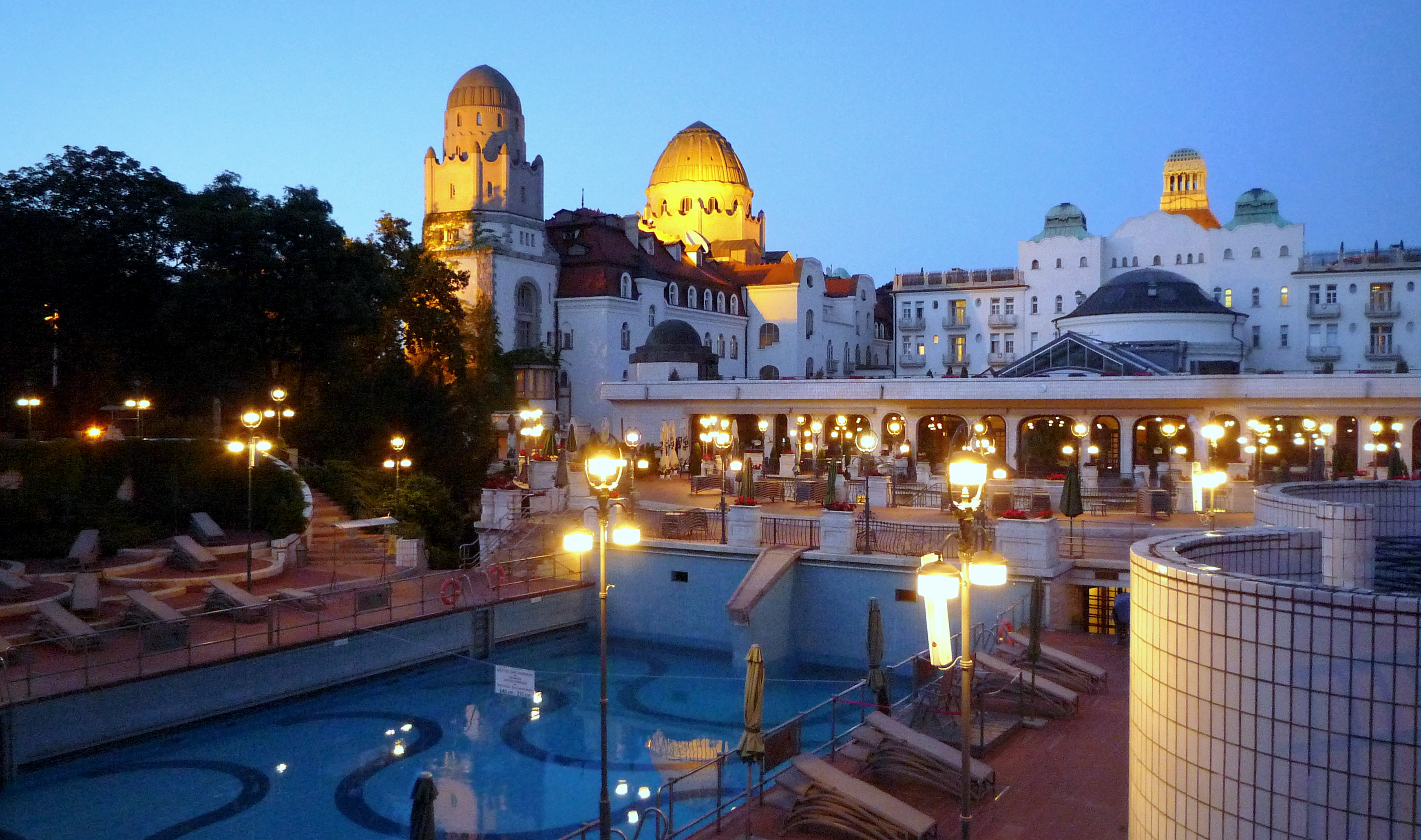
Gellért badkomplex
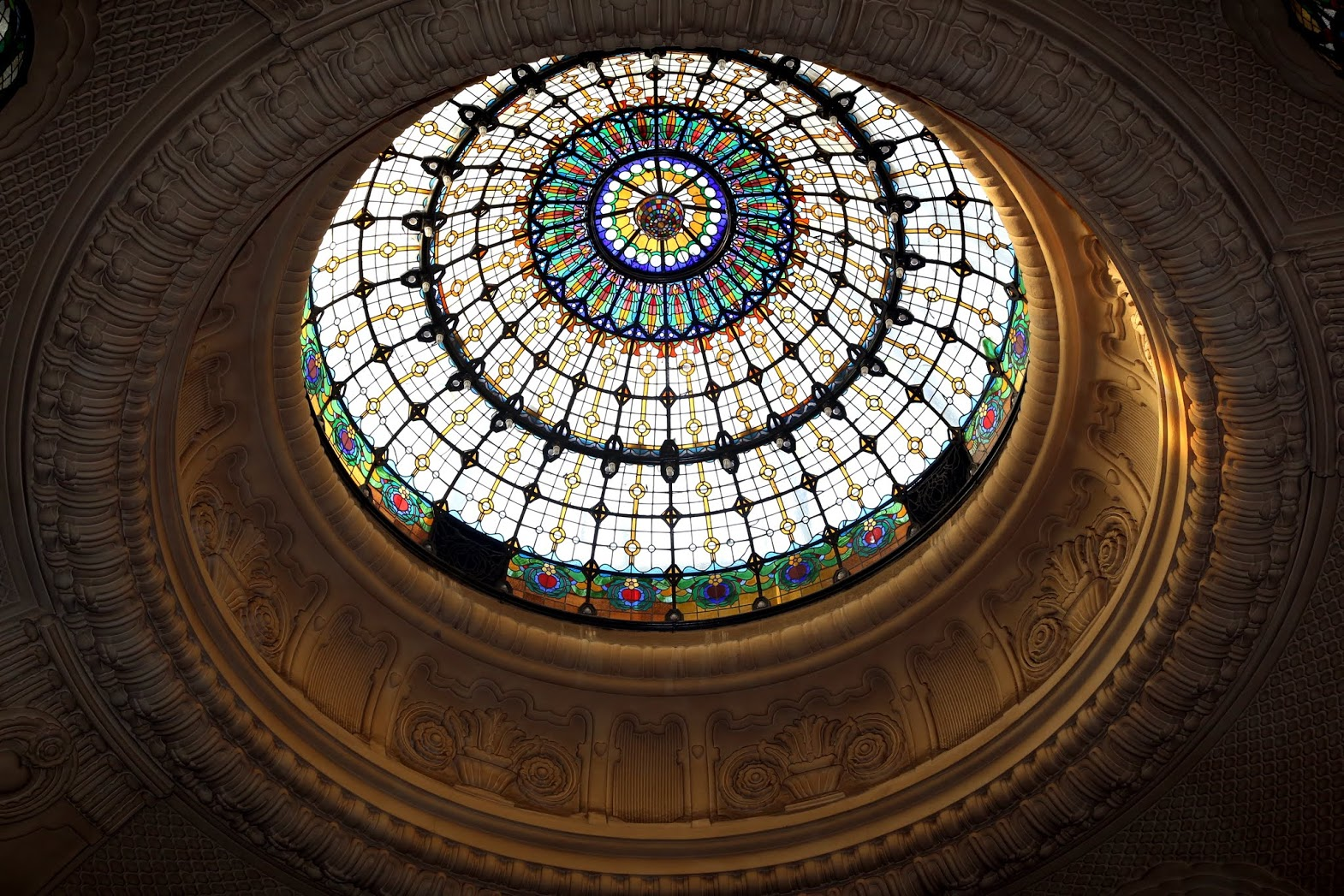
Entréhallen till Gellérts badkomplex